# Слава Господня (Цілком таємно)

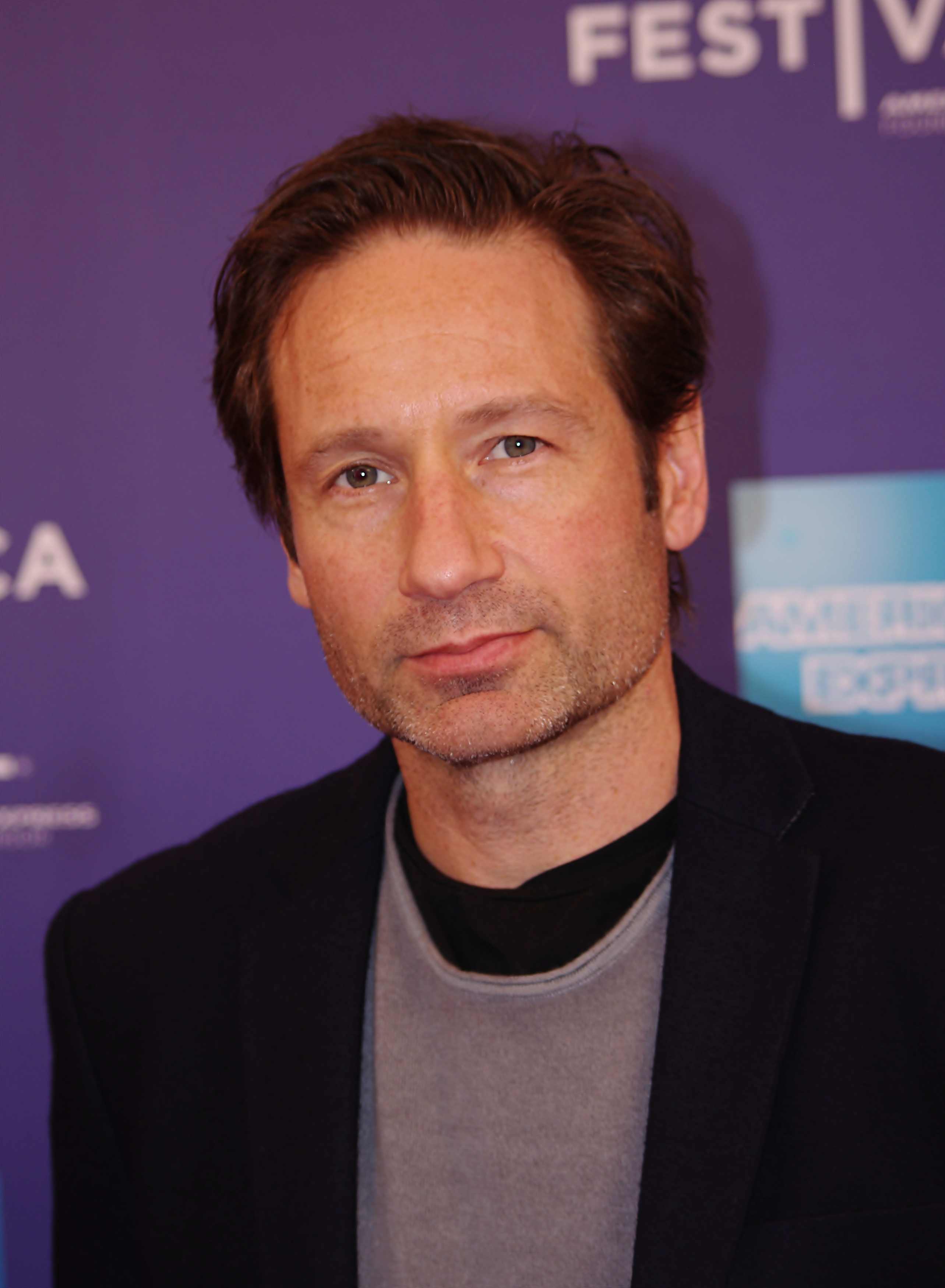

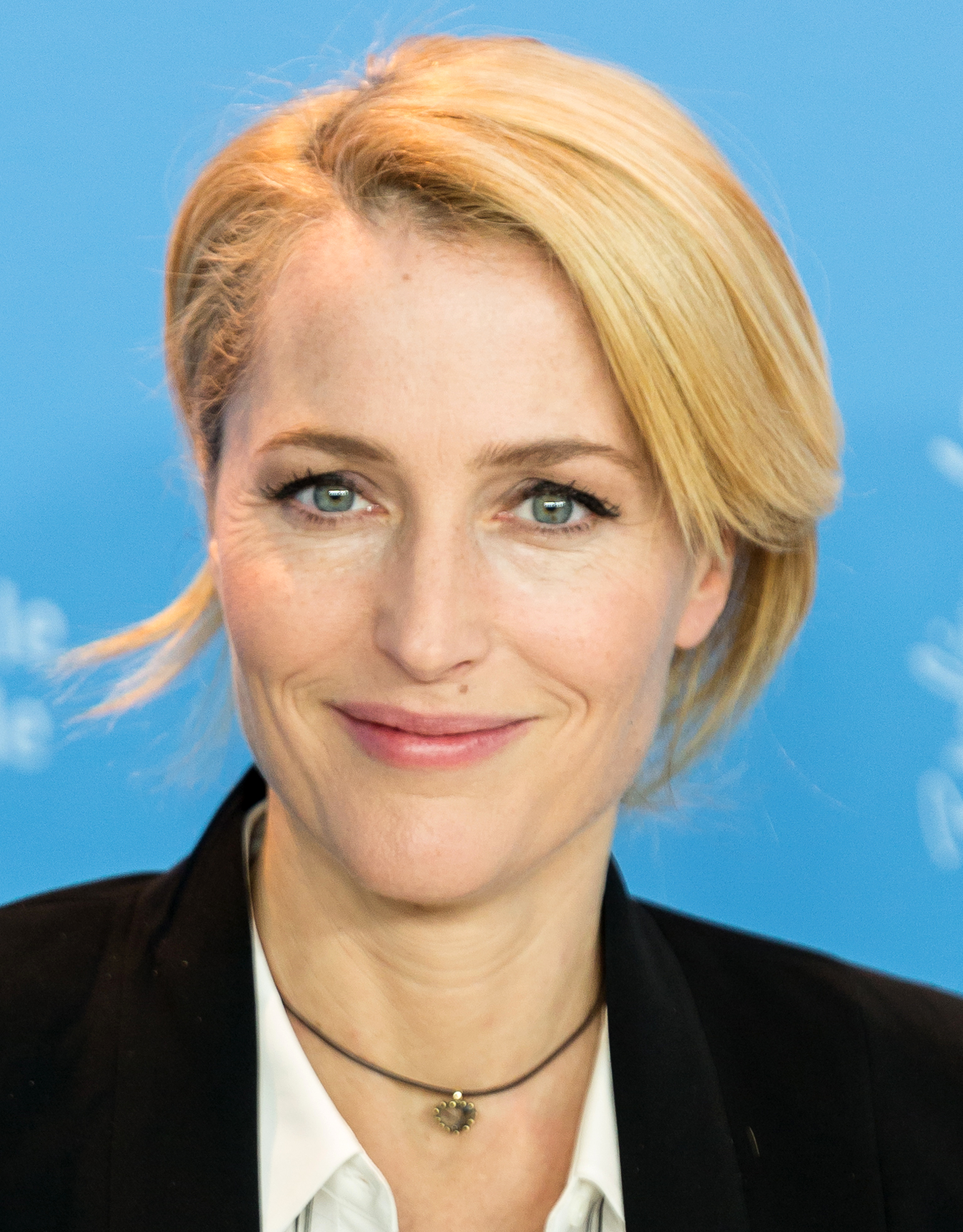

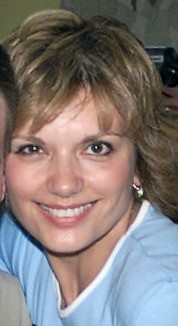

Слава Господня (англ. Excelsis Dei) — одинадцята частина другого сезону серіалу «Цілком таємно» («Секретні матеріали»).

## Зміст
Агенти Фокс Малдер і Дейна Скаллі викликані у Вустер (Массачусетс) в приватний будинок престарілих під назвою «Слава Господня», щоб розслідувати справу медсестри, яка стверджує, ніби була зґвалтована невидимим створінням. Вкрита кількома синцями Мішель Чартерс каже, що знає того, хто відповідальний за те, що сталося і називає ім'я нападника — Хол Арден, старий мешканець лікарні. При допиті Арден зізнається, що він загравав з медсестрою, але цілком нешкідливо, адже він занадто старий щоб згодитися на що-небудь ще.
Під час розслідування Малдер і Скаллі виявляють, що санітар-малайзієць незаконно постачає пацієнтів рослинним наркотиком, зробленим на основі грибів, які він вирощує в підвалі будинку престарілих. Наркотик виліковує хворобу Альцгеймера, але — разом з тим — дозволяє людям похилого віку бачити духи людей, які померли в будинку для престарілих і ставати для них «провідниками» у світ живих. Привиди нападають і вбивають санітарів, які доглядали та погано поводилися з ними за життя. Коли у одного з пацієнтів трапляється передозування, духи ще раз нападають на Чартерс, заганяючи її з Малдером в пастку в затоплюваній ванній кімнаті.
Скаллі й головна лікарка лікарні зупиняють напад у пацієнта, духи зникають, а двері до ванни відчиняються; звільняються із водяного полону Малдер й Чартерс.
Уряд Массачусетса закриває лікарню, малайзійський санітар відправлений в імміграційну службу. Решта пацієнтів, які не мають більш доступу до наркотизуючих речовин, повертаються до свого попереднього дементного стану.

## Знімались
| Актор             | Роль           |
| ----------------- | -------------- |
| Девід Духовни     | Курець         |
| Джилліан Андерсон | Дейна Скаллі   |
| Теріл Ротері      | Мішель Чартерс |
| Франсіс Бей       | Дороті         |
| Саб Шімоно        | Ган Бітуен     |
| Ерік Крістмас     | Стен Філіпс    |